# Trevor Thompson
Trevor Thompson (Long Island, 12 juni 1994) is een Amerikaans basketballer.

## Carrière
Thompson speelde collegebasketbal voor Virginia Tech Hokies en Ohio State Buckeyes voordat hij deelnam aan de NBA draft. Hij werd niet gekozen en speelde in de Summer League voor de Boston Celtics. Hij kreeg in oktober een contract bij de Golden State Warriors maar werd na drie dagen ontslagen. Hij ging dan spelen voor hun opleidingsploeg de Santa Cruz Warriors in de G-League.
Hij speelde in het seizoen 2018/19 een half seizoen voor de Franse club Olympique Antibes en maakte in januari de overstap naar de Antwerp Giants waar hij ex-ploegmaat Jae'Sean Tate tegenkwam. Hij speelde de rest van het seizoen voor de Giants maar maakte op het einde van het seizoen de overstap naar de Litouwse club Pieno žvaigždės Pasvalys. Hij speelde dat seizoen ook nog voor het Tsjechische Tuři Svitavy. In het seizoen 2020/21 speelde hij opnieuw in België ditmaal kwam hij uit voor Kangoeroes Mechelen.
Hij ging voor het seizoen 2021/22 aan de slag bij het Poolse Twarde Pierniki Toruń. Hij speelde 12 wedstrijden in Polen en trok daarna naar het Kroatische KK Zadar waar hij het seizoen uit deed. Voor het seizoen 2022/23 tekende hij een contract bij de Italiaanse eersteklasser Scafati Basket 1969. In de zomer van 2023 tekende Thompson een contract bij het Griekse Peristeri BC. Hij tekende na een seizoen in de Griekse competitie bij het Turkse Tofaş BK.

## Varia
Thompson komt uit een groot gezin met tien broers en zussen.